# Zhang Xuezhong
Zhang Xuezhong (chinesisch 张学忠; * Februar 1943 in Lanzhou, Gansu) ist ein chinesischer Politiker der Kommunistischen Partei Chinas (KPCh), der unter anderem zwischen 2000 und 2005 Minister für Personalangelegenheiten im Staatsrat der Volksrepublik China sowie von 2002 bis 2006 Sekretär des Parteikomitees der Provinz Sichuan war.

## Leben
Zhang Xuezhong begann nach dem Schulbesuch ein Studium an der Pädagogischen Universität Nordwestchinas in seiner Geburtsstadt Lanzhou und war nach dessen Abschluss von 1961 bis 1964 Lehrer an einer dortigen Grundschule. Während des Studiums trat er 1960 als Siebzehnjähriger der Kommunistischen Partei Chinas (KPCh) als Mitglied bei und absolvierte ein weiteres Studium mit dem Schwerpunkt Chinesische Sprachen und Literatur an der Lanzhou-Universität, welches er 1966 beendete. Während der Kulturrevolution fungierte er zwischen 1966 und 1977 als Sekretär des Parteikomitees des Allgemeinen Amtes der Provinz Gansu sowie zugleich als Sekretär des Revolutionskomitees des Amtes für Produktion dieser Provinz. Nachdem er von 1977 bis 1978 Sekretär des Kommandos eines Korps der Volksbefreiungsarmee in der Militärregion Lanzhou war, fungierte er zwischen 1978 und 1979 als Sekretär des Parteikomitees der Volkskommune „Fafang“ in der bezirksfreien Stadt Wuwei und war daraufhin von 1979 bis 1980 erneut Sekretär des Kommandos eines Korps der Volksbefreiungsarmee in der Militärregion Lanzhou. Im Anschluss wurde er 1980 Sekretär des Parteikomitees des Kreises Yuzhong und hatte diese Funktion bis 1983 inne. Daraufhin war er zwischen 1983 und 1985 stellvertretender Sekretär des Parteikomitees der bezirksfreien Stadt Lanzhou sowie von 1985 bis 1990 Sekretär des Parteikomitees der bezirksfreien Stadt Longnan.
Zhang war zwischen 1989 und 1990 Vize-Gouverneur der Provinz Gansu und übernahm anschließend 1990 den Posten als stellvertretender Sekretär des Parteikomitees des Autonomen Gebietes Tibet, den er bis 1994 innehatte. Während dieser Zeit absolvierte er 1992 auch ein Studium an der Zentralen Parteihochschule der Kommunistischen Partei Chinas. Er war zwischen 1994 und 2000 Vize-Minister im Ministerium für Personalangelegenheiten sowie von 1998 bis 1999 Mitglied des Zentralen Arbeitsausschusses des ZK für Großunternehmen. Als Nachfolger von Song Defu übernahm er im Dezember 2000 den Posten als Minister für Personalangelegenheiten im Staatsrat der Volksrepublik China und bekleidete dieses Ministeramt bis Dezember 2002, woraufhin Zhang Bailin ihn in diesem Amt ablöste. Auf dem XVI. Parteitag der KPCh (8. bis 14. November 2002) wurde er Mitglied des Zentralkomitees der Kommunistischen Partei Chinas (ZK der KPCh) und gehörte diesem Führungsgremium der Partei bis zum XVII. Parteitag der Kommunistischen Partei Chinas (15. bis 21. Oktober 2007) an.
Im Dezember 2006 wurde Zhang Xuezhong als Nachfolger von Zhou Yongkang Sekretär des Parteikomitees der Provinz Sichuan und hatte diese Funktion bis zu seiner Ablösung durch Du Qinglin im Dezember 2006 inne. Zugleich bekleidete er zwischen Januar 2003 und Dezember 2006 die Position als Vorsitzender des Ständigen Ausschusses des Volkskongresses dieser Provinz. Im Dezember 2006 wurde er stellvertretender Vorsitzender des Ausschusses für Innere Angelegenheiten und Recht des Nationalen Volkskongresses und behielt dieses Amt in der zehnten und elften Legislaturperiode bis 2013. 2008 wurde er in der elften Legislaturperiode außerdem Mitglied des Ständigen Ausschusses des Nationalen Volkskongresses, ein Komitee mit etwa 150 Mitgliedern des Nationalen Volkskongresses, welcher zwischen Plenartreffen des Nationalen Volkskongresses einberufen wird und gemäß der Verfassung der Volksrepublik China Gesetzgebungen innerhalb einer vom Volkskongress gestellten Frist bearbeitet, womit er de facto das Parlament der Volksrepublik ist.